# Вайнар, Вратислав
Вратислав Вайнар (чеш. Vratislav Vajnar; 17 сентября 1930, Страшице — 20 июня 2023, Прага) — чехословацкий политик, дипломат и государственный деятель, член ЦК КПЧ, министр внутренних дел ЧССР в 1983—1988. Проводил курс консервативной «нормализации». Отошёл от политики после Бархатной революции. В 2019 привлечён к уголовной ответственности.

## Происхождение и образование
Родился в чешской рабочей семье из района Рокицани Пльзеньского края. Во время немецкой оккупации был привлечён к принудительному труду на авиазаводе. После Второй мировой войны окончил Пражское техническое училище, затем — Университет политических и экономических наук. Отличался успехами в учёбе, овладел несколькими иностранными языками.
В 1952 Вратислав Вайнар вступил в правящую Коммунистическую партию Чехословакии (КПЧ). Служил в Чехословацкой народной армии, демобилизовался в 1958. После демобилизации работал ассистентом в Карловом университете, аспирантом кафедры международного права юридического факультета. Преподавал международное право в Военно-политической академии.

## Дипломат и партийный функционер
С 1958 по 1972 Вратислав Вайнар служил в министерстве иностранных дел ЧССР. В составе чехословацких делегаций участвовал в нескольких заседаниях Генеральной ассамблеи ООН и европейских переговорах о разоружении между представителями ОВД и НАТО. Был секретарём посольства ЧССР в Швейцарии и представителем ЧССР в департаменте разоружения Секретариата ООН. В 1970—1972 сотрудничал с чехословацкой разведкой, имел агентурную кличку Мудрец.
С 1972 по 1974 Вратислав Вайнар — функционер международного отдела ЦК КПЧ. В 1974—1977 — помощник генерального секретаря ЦК КПЧ Густава Гусака, в 1977—1983 возглавлял его секретариат . На XVI съезде КПЧ в 1981 кооптирован в состав ЦК. В том же году был избран в Федеральное собрание ЧССР.
И во внешней политике, и внутри страны Вратислав Вайнар проводил курс консервативной «нормализации», возобладавший после подавления Пражской весны. При этом он обладал репутацией интеллектуала, весьма ценившейся в КПЧ.

## Во главе МВД
20 июня 1983 Вратислав Вайнар был назначен министром внутренних дел в правительстве Любомира Штроугала (сменил на этом посту Яромира Обзину). Прежде того он не имел отношения к руководству полицией и госбезопасностью. Однако Штроугал рассчитывал на «свежий взгляд» и «креативный подход» партийного интеллектуала.
Свою концепцию Вайнар изложил на совещании руководителей агентурных сетей МВД 18 января 1985. Он отмечал «активизацию противника на нашей территории», «использование противником наших социальных проблем», рост уголовной преступности в ЧССР, «крайне неприятную ситуацию в ПНР». Особое внимание обращалось на «недостатки и слабости работы с агентурой», «нехватку информации для руководства партии», «снижение оперативной эффективности». Вайнар констатировал бессмысленность значительного массива получаемых сведений, махинации с расходованием средств на агентуру, противозаконные действия ряда сотрудников и сексотов госбезопасности. Для исправления положения министр требовал усиления контроля за исполнением, тщательной проверки получаемых сигналов (включая анонимные), налаживания координации между отделами и подразделениями и т. д.

Вайнар не понимал главной причины неэффективности агентурного аппарата: подавляющее большинство секретных сотрудников предоставляли информацию под принуждением, из страха и старались общаться как можно меньше.

Дополнительное напряжение для режима ЧССР создавала советская Перестройка. В руководстве КПЧ наметился раскол между консерваторами-неосталинистами типа президента ЧССР Густава Гусака и генерального секретаря ЦК Милоша Якеша — и перестроечно ориентированными деятелями, главным из которых считался премьер Любомир Штроугал. 11 октября 1988 Штроугал был отправлен в отставку вместе со своим кабинетом. Государственная деятельность Вратислава Вайнара на этом завершилась (его преемником в МВД стал Франтишек Кинцл).
В 1987 Врайтислав Вайнар был награждён нагрудным знаком «70 лет ВЧК-КГБ». Имел также чехословацкий орден Труда, польские и кубинские награды.

## Привлечение к ответственности
После Бархатной революции Вратислав Вайнар отошёл от всякой политической деятельности. От выступлений и контактов с прессой старался воздерживаться. В то же время его деятельность не была забыта. В 2015 организация Платформа европейской совести и памяти причислила Вайнара к партийным и силовым функционерам, ответственным за убийства.
На основании этого заявления в ноябре 2019 спецотдел полиции Чехии Бюро по документации и расследованию преступлений коммунизма (ÚDV) возбудил уголовное дело в отношении Любомира Штроугала, Милоша Якеша и Вратислава Вайнара. Всем троим вменяются убийства, совершённые на границе Чехословакии в 1976—1989. Согласно обвинению, они имели возможность предотвратить применение огнестрельного оружия и служебных собак против чехов и словаков, пытавшихся бежать из ЧССР в Австрию и ФРГ. Персонально Вайнар располагал такими полномочиями как министр внутренних дел. Однако они сознательно допускали огонь на поражение и иные методы, повлекшие гибель девяти человек. Персонально Вайнару вменялась гибель троих и ранение ещё троих.
В мае 2021 года прокуратура Праги прекратила преследование Штроугала и Вайнара (Якеш к тому времени скончался) на основании возрастных деформаций психики. Это не являлось оправданием, поскольку в формулировке предусматривалось совершение преступного деяния. Конституционный суд Чешской Республики не согласился с прокуратурой и в марте 2022 возобновил дело.
После смерти Штроугала в феврале 2023 под судом остался один Вайнар. На последнее судебное заседание он не явился, защита ссылалась на тяжёлое физическое состояние. Суд назначил дополнительное медицинское обследование. Однако 20 июня 2023 Вратислав Вайнар скончался в возрасте 92 лет.